# 台湾塩田規則
台湾塩田規則（たいわんえんでんきそく）は、台湾における塩田の開設の条件および罰則を規定した律令である。
明治32年律令第14号。同年8月1日施行。
規定内容は次のとおり。
- 帝国臣民でなければ塩田を開設することはできない（2条）。
- 塩田を開設しようとする者は政府に願出てあらかじめ許可を受けなければ成らず、許可を受け6か月以内に事業に着手しないときは天災その他避けることができない事故によるもののほか許可を取消し、官地に係るものは土地を返還させる（1条、6条）。
- 塩田を開設しようとする官地は競争に付せず無償で貸与し、全部成功ののち無償で業主権を付与する。
- 貸付を受けた者はその土地の全部を成功するのでなければほかの土地の貸付を受けることはできない（3条、8条）。
- 塩田を開設しようとする土地は事業成功の程度にしたがい随時成否を点検し、予定のごとく成功しないときは未成功地もしくは全部に対し許可を取消し、もしその土地が第3条により貸付したものであるときは未成功地もしくは貸付地の全部を返還させることがある。
- 貸付地を返還させても成功地に対して費した費用は弁償しない。
- 貸付地を返還させ、もしくは自己の便宜により貸付地を返還した場合、その土地に存在する建設物その他の物件のあるときは、所有者は政府の指定した期日内にこれを除去しなければならない。
- 除去しないときはその物件は国の所有に帰する（5条、7条）。
- 官地に開設した従来の塩田の業主権はその開設者もしくはその承継人に付与する。
- 塩田は地租および地方税を免除する（9条、10条）。
- 政府の許可を受けずに官地に塩田を開設したときは100円以上500円以下の罰金に処し、民地に開設したときはその業主権を没収する（11条）